# Bezirkskrankenhaus (Deutschland)
Das Bezirkskrankenhaus  ist in Deutschland oftmals ein Fachkrankenhaus für Psychiatrie, Psychotherapie, psychosomatische Medizin und Neurologie in Trägerschaft der Bezirke als kommunale Gebietskörperschaften. In manchen Gegenden wirkt es auch gleichzeitig als Lehrkrankenhaus (z. B. in Oberbayern für die Ludwig-Maximilians-Universität München). Es gibt allerdings auch Bezirkskrankenhäuser mit anderen Schwerpunkten.
Das Bezirkskrankenhaus leistet in der Regel die psychiatrische Versorgung der Region. Oftmals gibt es Spezialisierungen für die Bereiche Sucht, Gerontopsychiatrie und Forensische Psychiatrie. Ferner stehen innerhalb der allgemeinpsychiatrischen Abteilungen spezielle Stationen zur Krisenintervention und für die Behandlung von Depressionen, Doppeldiagnosen, Persönlichkeitsstörungen und psychosomatischen Erkrankungen zur Verfügung.
In der DDR waren Bezirkskrankenhäuser Kliniken der Schwerpunktversorgung und überwiegend in den 14 Bezirksstädten angesiedelt. In Berlin hatte das Klinikum Berlin-Buch, als größtes Krankenhaus in der DDR, den Status eines Bezirkskrankenhauses.